# Onitis intermedius
Onitis intermedius är en skalbaggsart som beskrevs av Frivaldsky 1892. Onitis intermedius ingår i släktet Onitis och familjen bladhorningar. Inga underarter finns listade i Catalogue of Life.